# 男声学院
《男声学院》，2013年6月30日起在湖南卫视播出的综合节目，由湖南卫视和天娱传媒共同制作。

## 特别节目
该节目开播将先播放“特别节目”，即“2013年快乐男声选拔”。

### 节目
2013年6月29日、6月30日，该节目将播出“2013快乐男声长沙唱区”、“2013快乐男声广州唱区”十强；7月4日到7月8日将播出“2013快乐男声西安唱区、2013快乐男声成都唱区、2013快乐男声杭州唱区、2013快乐男声北京唱区”十强。

### 评委
节目聘请的评委是：谢霆锋、陈坤、黄绮珊、彭佳慧。